# Professor Jamil
Professor Jamil är en kommun i Brasilien.   Den ligger i delstaten Goiás, i den sydöstra delen av landet, 220 km sydväst om huvudstaden Brasília. Antalet invånare är 3 244.
Omgivningarna runt Professor Jamil är huvudsakligen savann. Runt Professor Jamil är det glesbefolkat, med 10 invånare per kvadratkilometer.